# James Kelman

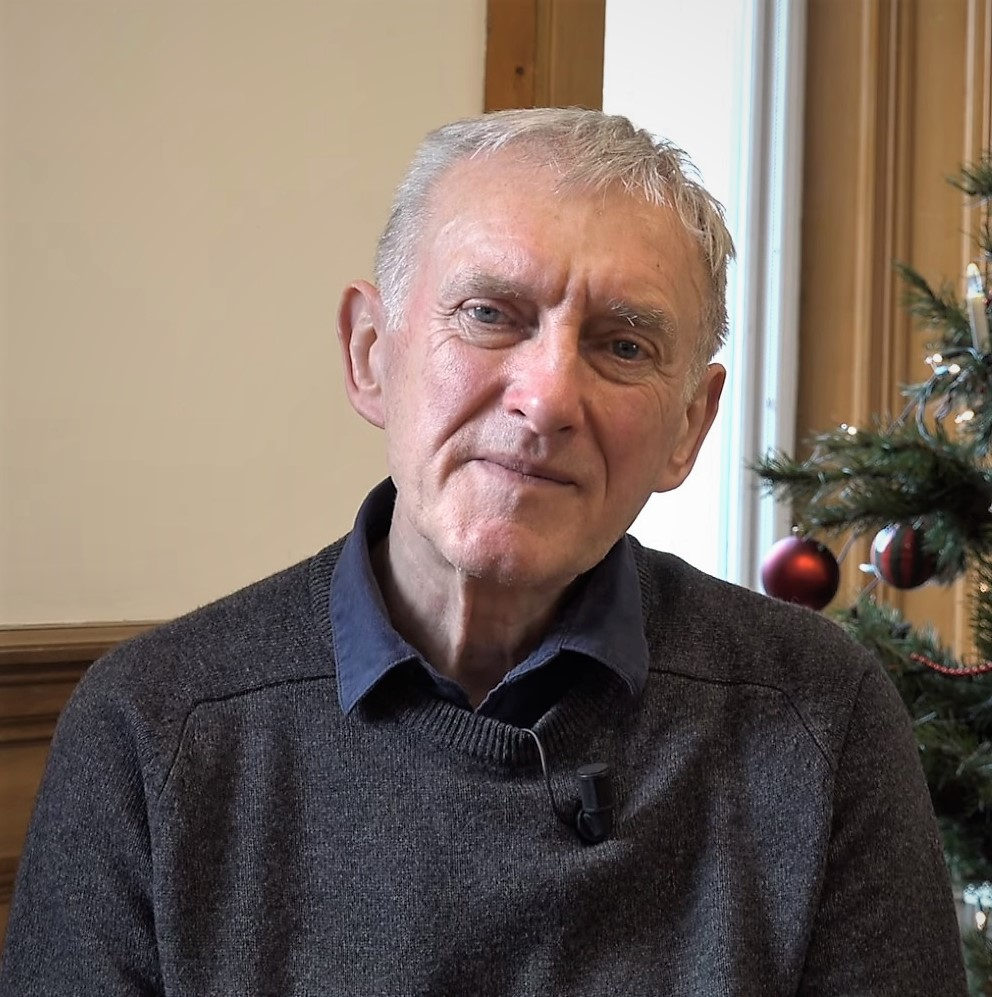
James Kelman (2019)

James Kelman, född 9 juni 1946 i Glasgow, är en skotsk författare av romaner, noveller, dramatik och politiska essäer.
Kelman studerade vid Strathclyde-universitetet i Glasgow. Under 1970-talet gav han ut sin första samling med noveller. Han involverades i Philip Hobsbaums kreativa skrivandegrupp i Glasgow tillsammans med Tom Leonard, Alasdair Gray och Liz Lochhead, och hans noveller började publiceras i magasin, därefter skrev han romaner och skådespel. Hans första novellsamling som gavs ut var Not not while the giro 1983. Den första romanen The busconductor Hines gavs ut 1984. 1994 mottog han Booker-priset för sin roman How late it was, how late. 1998 mottog Kelman Stakis Prize för sin novellsamling 'The Good Times.'

### Noveller
- An Old Pub Near The Angel (1973)
- Not Not While The Giro (1983)
- Lean Tales (1985) (tillsammans med Alasdair Gray och Agnes Owens)
- Greyhound For Breakfast (1987)
- The Burn (1991)
- Busted Scotch (1997)
- The Good Times (1998)

### Romaner
- The Busconductor Hines (1984)
- A Chancer (1985)
- A Disaffection (1989)
- How late it was, how late (1994)
- Translated Accounts (2001)
- You Have To Be Careful In The Land Of The Free (2004)
- Kieron Smith, boy (2008)

### Essäer
- Some Recent Attacks: Essays Cultural & Political (1992)
- And The Judges Said (2002)

### Redaktör
- An East End Anthology (1988)
- Hugh Savage, Born up a Close: memoirs of a Brigton boy (2006)

## Priser och utmärkelser
- Bookerpriset 1994 för How late it was, how late